# There is
«There Is» es el segundo y último sencillo de la banda Box Car Racer de su álbum homónimo. El vocalista y guitarrista Tom DeLonge todavía de vez en cuando toca una versión en solitario de esta canción en los conciertos de  Angels & Airwaves. El sencillo alcanzó el puesto nº32 en la lista EE.UU Modern Tracks.

## Lista de canciones
1. «There Is» (Radio edit) – 3:08
2. «Tiny Voices» – 3:27

## Vídeo musical
El vídeo fue dirigido por Alexander Kosta, y se puede ver en el DVD de la banda.

## Posiciones en listas
| Lista (2002)              | Posición |
| ------------------------- | -------- |
| Modern Rock Tracks EE.UU. | 32       |